# Santiago Cáseres
Santiago Cáseres (Parque Leloir, 25 febbraio 1997) è un calciatore argentino, centrocampista svincolato.

## Caratteristiche tecniche
È un mediano.

## Carriera
Cresciuto nelle giovanili del Vélez Sarsfield, ha esordito in prima squadra il 18 marzo 2017 in occasione del match perso 3-0 contro il Newell's Old Boys.
Nel 2018 è stato acquistato dal Villarreal.

## Statistiche

### Presenze e reti nei club
Statistiche aggiornate al 21 maggio 2019.
| Stagione        | Squadra         | Campionato      | Campionato | Campionato | Coppe nazionali | Coppe nazionali | Coppe nazionali | Coppe continentali | Coppe continentali | Coppe continentali | Altre coppe | Altre coppe | Altre coppe | Totale | Totale | Totale |
| Stagione        | Squadra         | Comp            | Pres       | Reti       | Comp            | Pres            | Reti            | Comp               | Pres               | Reti               | Comp        | Pres        | Reti        | Pres   | Reti   |        |
| --------------- | --------------- | --------------- | ---------- | ---------- | --------------- | --------------- | --------------- | ------------------ | ------------------ | ------------------ | ----------- | ----------- | ----------- | ------ | ------ | ------ |
| 2016-2017       | Vélez Sarsfield | PD              | 11         | 0          | CA              | 0               | 0               | -                  | -                  | -                  | -           | -           | -           | 11     | 0      |        |
| 2017-2018       | Vélez Sarsfield | PD              | 23         | 0          | CA              | 2               | 0               | -                  | -                  | -                  | -           | -           | -           | 25     | 0      |        |
| Totale Velez    | Totale Velez    | Totale Velez    | 34         | 0          |                 | 2               | 0               |                    | -                  | -                  |             | -           | -           | 36     | 0      |        |
| 2018-2019       | Villarreal      | PD              | 23         | 0          | CR              | 2               | 0               | UEL                | 9                  | 0                  | -           | -           | -           | 34     | 0      |        |
| Totale carriera | Totale carriera | Totale carriera | 57         | 0          |                 | 4               | 0               |                    | 9                  | 0                  |             | -           | -           | 70     | 0      |        |

## Palmarès
- Campionato argentino: 1

Vélez Sarsfield: 2024